# Tomislav Puljić
Tomislav Puljić (sinh ngày 21 tháng 3 năm 1983) là một cầu thủ bóng đá người Croatia hiện tại thi đấu ở vị trí hậu vệ cho FC Vaduz tại Swiss Challenge League.
Vào tháng 1 năm 2011, Puljic gia hạn hợp đồng để ở lại Luzern đến tháng 6 năm 2014.